# Бистриця (Албанія)
Бистриця (алб. Bistricë) — річка в південно-західній Албанії, історична область Епіру (Північний Епір). Це єдина річка в Албанії, яка впадає в Іонічне море, а не в Адріатичне море.
У верхів'ях річки працює ГЕС побудована в 60-х роках ХХ століття.

## Етимологія
Бистриця походить від слов'янського слова бістро, що означає «ясно», «прозорий».

## Географія
Джерела Бистриці лежать у горах Малі й Джєре. Річка живиться від карстових джерел, найбільшим з яких є Сірі та Кальтер (Блакитне око). Річка тече з гір на захід, на прибережній рівнині повертає на південь і впадає в озеро Бутринті, потім по штучних каналах Вівар та Чука до Іонічного моря побудованими в 1958 році. Води Бистриці широко використовуються для зрошення.